# Jan de Graaff (journalist)

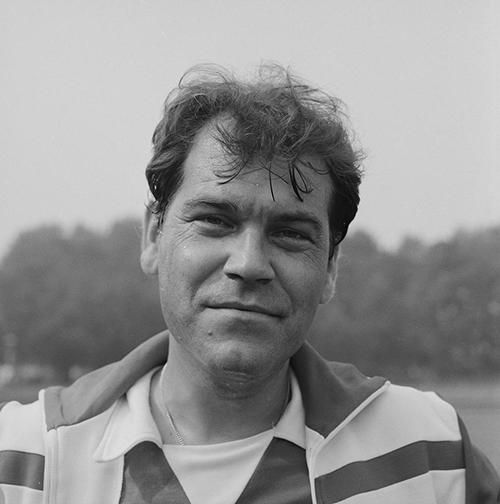
Jan de Graaff in 1981

Jan de Graaff (Den Haag, 21 april 1943 – Tilburg, 30 maart 2014) was een Nederlands televisiejournalist.

## Levensloop
De Graaff trad in 1962 in dienst van persbureau UPI, vanaf 1966 werkte hij voor de VARA-radio en vanaf 1970 voor de VARA-televisie, onder meer als presentator en redacteur van de actualiteitenrubriek Achter het Nieuws.
De Graaff was een veelzijdig journalist, die vele landen bereisde. Met de meer populaire vormen van televisiejournalistiek had hij weinig op. Van de 'vernieuwing' van de VARA, ingezet door Marcel van Dam, was De Graaff dan ook een geharnast tegenstander.
Vanaf 1993 was hij docent aan de journalistieke hbo-opleiding in Tilburg.
Jan de Graaff is de vader van sportpresentatrice Dione de Graaff. Hij overleed op 70-jarige leeftijd, nadat er in 2006 longkanker bij hem was geconstateerd.